# Alder, Montana
Alder är en ort i Madison County i delstaten Montana, USA.